# Kurortne, Lenine
Kurortne (în ucraineană Курортне) este un sat în comuna Voikove din raionul Lenine, Republica Autonomă Crimeea, Ucraina.

## Demografie
Componența lingvistică a localității Kurortne
     Rusă (93,57%)
     Ucraineană (5,85%)
Conform recensământului din 2001, majoritatea populației localității Kurortne era vorbitoare de rusă (93,57%), existând în minoritate și vorbitori de ucraineană (5,85%).